# Coppa del mondo di mountain bike 2011
La Coppa del mondo di mountain bike 2011 organizzata dall'Unione Ciclistica Internazionale (UCI), è stata disputa su tre discipline: cross country, downhill e four-cross (7 tappe ciascuno).

## Cross country

### Uomini

#### Elite
Risultati
| Data      | Luogo                | Vincitore        | Secondo          | Terzo                 | Leader della Cl. mondiale |
| --------- | -------------------- | ---------------- | ---------------- | --------------------- | ------------------------- |
| 23 aprile | Pietermaritzburg     | Nino Schurter    | Julien Absalon   | Jaroslav Kulhavý      | Nino Schurter             |
| 22 maggio | Dalby Forest         | Jaroslav Kulhavý | Julien Absalon   | Marco Aurelio Fontana | Jaroslav Kulhavý          |
| 29 maggio | Offenburg            | Julien Absalon   | Jaroslav Kulhavý | Maxime Marotte        | Julien Absalon            |
| 2 luglio  | Mont-Sainte-Anne     | Jaroslav Kulhavý | Nino Schurter    | José Antonio Hermida  | Jaroslav Kulhavý          |
| 9 luglio  | Windham              | Jaroslav Kulhavý | Nino Schurter    | Christoph Sauser      | Jaroslav Kulhavý          |
| 14 agosto | Nové Město na Moravě | Jaroslav Kulhavý | Nino Schurter    | Julien Absalon        | Jaroslav Kulhavý          |
| 20 agosto | Val di Sole          | Jaroslav Kulhavý | Nino Schurter    | Florian Vogel         | Jaroslav Kulhavý          |

Classifica generale
| Pos. | Corridore            | Punti |
| ---- | -------------------- | ----- |
| 1    | Jaroslav Kulhavý     | 1610  |
| 2    | Nino Schurter        | 1270  |
| 3    | Julien Absalon       | 960   |
| 4    | José Antonio Hermida | 813   |
| 5    | Maxime Marotte       | 768   |

#### Under-23
Risultati
| Data      | Luogo                | Vincitore            | Secondo              | Terzo               | Leader della Cl. mondiale |
| --------- | -------------------- | -------------------- | -------------------- | ------------------- | ------------------------- |
| 23 aprile | Pietermaritzburg     | Gerhard Kerschbaumer | Alexander Gehbauer   | Marek Konwa         | Gerhard Kerschbaumer      |
| 21 maggio | Dalby Forest         | Alexander Gehbauer   | Gerhard Kerschbaumer | M. Schulte-Luenzum  | Alexander Gehbauer        |
| 28 maggio | Offenburg            | Alexander Gehbauer   | M. Schulte-Luenzum   | Fabien Canal        | Alexander Gehbauer        |
| 2 luglio  | Mont-Sainte-Anne     | Gerhard Kerschbaumer | Fabien Canal         | Matthias Stirnemann | Gerhard Kerschbaumer      |
| 9 luglio  | Windham              | Gerhard Kerschbaumer | Matthias Stirnemann  | Sebastien Carabin   | Gerhard Kerschbaumer      |
| 14 agosto | Nové Město na Moravě | Gerhard Kerschbaumer | Ondrej Cink          | Marek Konwa         | Gerhard Kerschbaumer      |
| 20 agosto | Val di Sole          | Gerhard Kerschbaumer | Marek Konwa          | M. Schulte-Luenzum  | Gerhard Kerschbaumer      |

Classifica generale
| Pos. | Corridore            | Punti |
| ---- | -------------------- | ----- |
| 1    | Gerhard Kerschbaumer | 542   |
| 2    | Fabien Canal         | 274   |
| 3    | Marek Konwa          | 260   |
| 4    | Alexander Gehbauer   | 250   |
| 5    | Matthias Stirnemann  | 215   |

#### Juniors
Risultati
| Data      | Luogo                | Vincitore          | Secondo            | Terzo                 |
| --------- | -------------------- | ------------------ | ------------------ | --------------------- |
| 23 aprile | Pietermaritzburg     | Andri Frischknecht | Gert Heyns         | Cyril Grangladen      |
| 21 maggio | Dalby Forest         | Jens Schuermans    | Andri Frischknecht | Maxime Urruty         |
| 28 maggio | Offenburg            | Jens Schuermans    | Lars Forster       | Dominic Zumstein      |
| 2 luglio  | Mont-Sainte-Anne     | Andri Frischknecht | Andrey Fonseca     | Alexandre Vialle      |
| 9 luglio  | Windham              | Howard Grotts      | Andri Frischknecht | Andrey Fonseca        |
| 14 agosto | Nové Město na Moravě | Anton Cooper       | Jens Schuermans    | Pablo Rodriguez Guede |
| 20 agosto | Val di Sole          | Anton Cooper       | Victor Koretzky    | Maxime Urruty         |

### Donne

#### Elite
Risultati
| Data      | Luogo                | Vincitrice        | Seconda           | Terza            | Leader della Cl. mondiale |
| --------- | -------------------- | ----------------- | ----------------- | ---------------- | ------------------------- |
| 23 aprile | Pietermaritzburg     | Ren Chengyuan     | Julie Bresset     | Irina Kalent'eva | Ren Chengyuan             |
| 22 maggio | Dalby Forest         | Julie Bresset     | Annika Langvad    | Sabine Spitz     | Julie Bresset             |
| 29 maggio | Offenburg            | Julie Bresset     | Catharine Pendrel | Eva Lechner      | Julie Bresset             |
| 2 luglio  | Mont-Sainte-Anne     | Catharine Pendrel | Irina Kalent'eva  | Julie Bresset    | Julie Bresset             |
| 9 luglio  | Windham              | Julie Bresset     | Catharine Pendrel | Annika Langvad   | Julie Bresset             |
| 14 agosto | Nové Město na Moravě | Catharine Pendrel | Julie Bresset     | Irina Kalent'eva | Julie Bresset             |
| 20 agosto | Val di Sole          | Catharine Pendrel | Maja Włoszczowska | Gunn-Rita Dahle  | Julie Bresset             |

Classifica generale
| Pos. | Corridore            | Punti |
| ---- | -------------------- | ----- |
| 1    | Julie Bresset        | 1460  |
| 2    | Catharine Pendrel    | 1420  |
| 3    | Irina Kalent'eva     | 840   |
| 4    | Marie-Hélène Prémont | 820   |
| 5    | Eva Lechner          | 808   |

#### Under-23
Risultati
| Data      | Luogo                | Vincitrice             | Seconda                | Terza                  | Leader della Cl. mondiale |
| --------- | -------------------- | ---------------------- | ---------------------- | ---------------------- | ------------------------- |
| 23 aprile | Pietermaritzburg     | Elisabeth Sveum        | Paula Gorycka          | Barbara Benko          | Elisabeth Sveum           |
| 22 maggio | Dalby Forest         | Pauline Ferrand-Prévot | Kathrin Stirnemann     | Barbara Benko          | Barbara Benko             |
| 29 maggio | Offenburg            | Pauline Ferrand-Prévot | Barbara Benko          | Fanny Bourdon          | Barbara Benko             |
| 2 luglio  | Mont-Sainte-Anne     | Pauline Ferrand-Prévot | Kathrin Stirnemann     | Elisabeth Sveum        | Pauline Ferrand-Prévot    |
| 9 luglio  | Windham              | Pauline Ferrand-Prévot | Elisabeth Sveum        | Kathrin Stirnemann     | Pauline Ferrand-Prévot    |
| 14 agosto | Nové Město na Moravě | Yana Belomoyna         | Barbara Benko          | Pauline Ferrand-Prévot | Pauline Ferrand-Prévot    |
| 20 agosto | Val di Sole          | Yana Belomoyna         | Pauline Ferrand-Prévot | Paula Gorycka          | Pauline Ferrand-Prévot    |

Classifica generale
| Pos. | Corridore              | Punti |
| ---- | ---------------------- | ----- |
| 1    | Pauline Ferrand-Prévot | 490   |
| 2    | Barbara Benko          | 395   |
| 3    | Elisabeth Sveum        | 322   |
| 4    | Kathrin Stirnemann     | 263   |
| 5    | Yana Belomoyna         | 242   |

#### Juniors
Risultati
| Data      | Luogo                | Vincitrice              | Seconda                  | Terza             |
| --------- | -------------------- | ----------------------- | ------------------------ | ----------------- |
| 23 aprile | Pietermaritzburg     | Ashleigh Parker-Moffatt | Linda Van Wyk            | Simone Vosloo     |
| 21 maggio | Dalby Forest         | Ramona Forchini         | Margot Moschetti         | Perrine Clauzel   |
| 28 maggio | Offenburg            | Jolanda Neff            | Linda Indergand          | Johanna Techt     |
| 2 luglio  | Mont-Sainte-Anne     | Lauren Rosser           | Andreane Lanthier-Nadeau | Frederique Trudel |
| 9 luglio  | Windham              | Frederique Trudel       | Alicia Rose Pastore      | Haley Smith       |
| 14 agosto | Nové Město na Moravě | Jolanda Neff            | Julia Innerhofer         | Andrea Waldis     |
| 20 agosto | Val di Sole          | Jolanda Neff            | Johanna Techt            | Lena Putz         |

## Downhill

### Uomini
Risultati
| Data      | Luogo            | Vincitore    | Secondo        | Terzo            | Leader della Cl. mondiale |
| --------- | ---------------- | ------------ | -------------- | ---------------- | ------------------------- |
| 24 aprile | Pietermaritzburg | Aaron Gwin   | Greg Minnaar   | Gee Atherton     | Aaron Gwin                |
| 5 giugno  | Fort William     | Greg Minnaar | Danny Hart     | Brook Macdonald  | Greg Minnaar              |
| 12 giugno | Leogang          | Aaron Gwin   | Gee Atherton   | Greg Minnaar     | Aaron Gwin                |
| 3 luglio  | Mont-Sainte-Anne | Aaron Gwin   | Josh Bryceland | Brook Macdonald  | Aaron Gwin                |
| 10 luglio | Windham          | Aaron Gwin   | Steve Peat     | Andrew Neethling | Aaron Gwin                |
| 7 agosto  | La Bresse        | Greg Minnaar | Gee Atherton   | Aaron Gwin       | Aaron Gwin                |
| 21 agosto | Val di Sole      | Aaron Gwin   | Danny Hart     | Gee Atherton     | Aaron Gwin                |

Classifica generale
| Pos. | Corridore    | Punti |
| ---- | ------------ | ----- |
| 1    | Aaron Gwin   | 1558  |
| 2    | Greg Minnaar | 1093  |
| 3    | Gee Atherton | 1009  |
| 4    | Danny Hart   | 879   |
| 5    | Steve Smith  | 772   |

### Donne
Risultati
| Data      | Luogo            | Vincitrice      | Seconda         | Terza           | Leader della Cl. mondiale |
| --------- | ---------------- | --------------- | --------------- | --------------- | ------------------------- |
| 24 aprile | Pietermaritzburg | Tracy Moseley   | Fionn Griffiths | Emmeline Ragot  | Tracy Moseley             |
| 5 giugno  | Fort William     | Tracy Moseley   | Rachel Atherton | Floriane Pugin  | Tracy Moseley             |
| 12 giugno | Leogang          | Floriane Pugin  | Rachel Atherton | Tracy Moseley   | Tracy Moseley             |
| 3 luglio  | Mont-Sainte-Anne | Tracy Moseley   | Floriane Pugin  | Rachel Atherton | Tracy Moseley             |
| 10 luglio | Windham          | Rachel Atherton | Floriane Pugin  | Tracy Moseley   | Tracy Moseley             |
| 7 agosto  | La Bresse        | Tracy Moseley   | Floriane Pugin  | Sabrina Jonnier | Tracy Moseley             |
| 21 agosto | Val di Sole      | Myriam Nicole   | Floriane Pugin  | Rachel Atherton | Tracy Moseley             |

Classifica generale
| Pos. | Corridore       | Punti |
| ---- | --------------- | ----- |
| 1    | Tracy Moseley   | 1465  |
| 2    | Floriane Pugin  | 1390  |
| 3    | Rachel Atherton | 1115  |
| 4    | Myriam Nicole   | 889   |
| 5    | Sabrina Jonnier | 929   |

## Four-cross

### Uomini
Risultati
| Data      | Luogo            | Vincitore          | Secondo            | Terzo              | Leader della Cl. mondiale |
| --------- | ---------------- | ------------------ | ------------------ | ------------------ | ------------------------- |
| 22 aprile | Pietermaritzburg | Jared Graves       | Michal Prokop      | Johannes Fischbach | Jared Graves              |
| 4 giugno  | Fort William     | Roger Rinderknecht | David Graf         | Tomáš Slavík       | Jared Graves              |
| 11 giugno | Leogang          | Jared Graves       | David Graf         | Tomáš Slavík       | Jared Graves              |
| 2 luglio  | Mont-Sainte-Anne | Jared Graves       | Roger Rinderknecht | Guido Tschugg      | Jared Graves              |
| 21 agosto | Val di Sole      | Tomáš Slavík       | Johannes Fischbach | Kamil Tatarkovic   | Jared Graves              |

Classifica generale
| Pos. | Corridore          | Punti |
| ---- | ------------------ | ----- |
| 1    | Jared Graves       | 485   |
| 2    | Roger Rinderknecht | 300   |
| 3    | Tomáš Slavík       | 250   |
| 4    | David Graf         | 250   |
| 5    | Michal Prokop      | 250   |

### Donne
Risultati
| Data      | Luogo            | Vincitrice        | Seconda         | Terza           | Leader della Cl. mondiale |
| --------- | ---------------- | ----------------- | --------------- | --------------- | ------------------------- |
| 22 aprile | Pietermaritzburg | Anneke Beerten    | Fionn Griffiths | Céline Gros     | Anneke Beerten            |
| 4 giugno  | Fort William     | Anneke Beerten    | Joey Gough      | Lucia Oetjen    | Anneke Beerten            |
| 11 giugno | Leogang          | Romana Labounkova | Melissa Buhl    | Anneke Beerten  | Anneke Beerten            |
| 2 luglio  | Mont-Sainte-Anne | Anneke Beerten    | Melissa Buhl    | Fionn Griffiths | Anneke Beerten            |
| 21 agosto | Val di Sole      | Anneke Beerten    | Lucia Oetjen    | Melissa Buhl    | Anneke Beerten            |

Classifica generale
| Pos. | Corridore       | Punti |
| ---- | --------------- | ----- |
| 1    | Anneke Beerten  | 450   |
| 2    | Melissa Buhl    | 240   |
| 3    | Lucia Oetjen    | 225   |
| 4    | Céline Gros     | 190   |
| 5    | Fionn Griffiths | 135   |